# Nosso Lar (filme)
Nosso Lar é um filme brasileiro de 2010, dos gêneros drama e espiritismo, escrito e dirigido por Wagner de Assis. O roteiro foi baseado no livro homônimo, lançada em 1944, psicografado pelo médium Chico Xavier, sob a influência do espírito André Luiz.
O filme é estrelado pelo ator Renato Prieto no papel do personagem principal, André Luiz, e conta ainda com alguns atores e atrizes renomados da teledramaturgia brasileira, como Othon Bastos, Ana Rosa e Paulo Goulart, dentre outros. 
Lançado em 3 de setembro de 2010, o filme foi um sucesso de bilheteria, tendo alcançado um público de 1,6 milhão de espectadores nos cinemas em 10 dias de exibição, e, ao todo, foi visto por mais de 4 milhões de espectadores nos cinemas.

## Sinopse
Ao despertar no Mundo Espiritual, André Luiz se depara com criaturas assustadoras e sombrias vivendo, juntamente com ele, num lugar escuro e sombrio (Umbral). Além disso, ele também se assusta por perceber que apesar de ter "morrido" ele ainda continua vivo e ainda sente fome, sede, frio e outras sensações materiais. Após um longo período de sofrimento ele é recolhido dessa zona de sofrimento e purgação de falhas do passado por espíritos do bem e é levado para a Colônia Espiritual Nosso Lar, de onde surge o nome do filme. A partir desse momento ele começa a conhecer melhor a vida no além-túmulo, aprender lições e adquirir conhecimentos que mudarão completamente o seu modo de enxergar a vida.
Tendo então tomado consciência de que está desencarnado (morto), sente imensa vontade de voltar à Terra para visitar e rever parentes próximos de quem guarda imensa saudade. Entretanto, como narra a sinopse do site oficial do filme, isso acontece só para que ele perceba "a grande verdade - a vida continua para todos".

## Elenco
- Renato Prieto – André Luiz
  - Gabriel Azevedo – André Luiz aos 20 anos
  - Gabriel Scheer – André Luiz aos 10 anos
- Fernando Alves Pinto – Lísias
- Rosanne Mulholland – Eloísa
- Inez Vianna – Narcisa
- Rodrigo dos Santos – Tobias
- Werner Schünemann – Emmanuel
- Clemente Viscaíno – Ministro Clarêncio
- Ana Rosa – Laura, mãe de Lísias
- Othon Bastos – Anacleto, Governador de Nosso Lar
- Paulo Goulart – Ministro Genésio
- Helena Varvaki – Zélia
- Aracy Cardoso – Dona Amélia, paciente de André Luiz
- Selma Egrei – Luísa, mãe de André Luiz
- Nicola Siri – Ernesto, atual marido de Zélia
- Lisa Fávero – Clarice, filha de André Luiz
  - Jeniffer Oliveira – Clarice aos 10 anos
- Amélia Bittencourt – Judite, tia de Lísias
- César Cardadeiro – Mariano aos 18 anos, filho de André Luiz
  - Pedro Lucas Lopes – Mariano aos 10 anos
- Chica Xavier – Ismália, empregada da casa de André Luiz
  - Cristina Xavier – Ismália aos 35 anos
- Vânia Veiga – Iolanda, tia de Lísias
- Aramis Trindade – Paciente no hospital
- Lu Grimaldi – Ministra Veneranda
- Ana Beatriz Corrêa – Lucia, noiva de Lísias
- Ana Kutner – Assistente do Ministério do Esclarecimento
- Anna Cotrim – Mãe de Eloísa
- André Luiz Miranda – Jovem Min. Comunicação
- Ana Beatriz Caruncho – Maria Clara aos 10 anos
- Alexandre Wacker – Espírito do Umbral
- Luciano Cazz – Espírito do Umbral
- Adriana Mattos – Espírito do Umbral
- Carlos Tenório – Espírito do Umbral
- Ângela Maria Brito – Espírito do Umbral
- Cyrano Rosalém –  Médico
- Régis Di Sóri – Jardineiro

## Produção
O filme foi gravado durante os meses de julho, agosto e setembro de 2009 em locações no Rio de Janeiro e Brasília.  Desenhos minuciosos do mapa da cidade de Nosso Lar, assim como a arquitetura das edificações, ministérios e casas, foram criados pela médium Heigorina Cunha através de suas observações realizadas durante suas saídas do corpo (desdobramento) em março de 1979, conduzidas e orientadas pelo espírito Lucius. Seus desenhos foram esclarecidos e confirmados por Chico Xavier de que se tratava realmente da cidade "Nosso Lar" e mais tarde serviram de inspiração para criar o visual arquitetônico da cidade que se vê no filme.[carece de fontes?]
Renato Prieto se preparou durante seis meses para atuar em Nosso Lar. Neste período ele emagreceu 18 quilos, através de acompanhamento médico e de uma dieta que cortou carboidratos e permitia uma quantidade bem baixa de calorias
Durante as filmagens, Renato Prieto chegou a ficar cerca de sete horas na sala de maquiagem, para rodar as cenas do umbral.
Cerca de 90% das cenas requisitaram algum tipo de efeito especial, desde a criação de prédios, ruas e casas da cidade espiritual até a aparência dos espíritos e sua forma de viver. A muralha de Nosso Lar foi realmente construída, em uma fazenda em Guaratiba, na cidade do Rio de Janeiro. A construção tinha 70 metros de comprimento e sete metros de altura. Após o término das filmagens em Guaratiba, o portal e 20 metros da muralha foram transportados para o bairro de São Cristóvão, no Rio de Janeiro. Lá foram filmadas, em detalhe, a entrada e a alameda principal da cidade de Nosso Lar.
As cenas da parte externa de Nosso Lar foram rodadas no Monumento dos Pracinhas, no Rio de Janeiro. As cenas do umbral foram rodadas em uma pedreira no bairro de Jacarepaguá, no Rio de Janeiro, em um espaço de 10 mil metros quadrados.
Nas cenas na casa de Lísias, a rua foi composta a partir de construção real e efeitos visuais para reproduzir as casas de Nosso Lar. Foram construídas fachadas de algumas casas e, com a ajuda de painéis de chroma key, foi gerado o efeito de uma rua repleta de casas.
Foram necessárias mais de meia tonelada de gelo seco para a reprodução de diferentes tipos de fumaça.
O aerobus presente no filme tinha 14 metros de comprimento e pesava sete toneladas. Ele foi construído em Novo Hamburgo, no Rio Grande do Sul, e levou cinco dias até chegar ao Rio de Janeiro, local das filmagens. O único meio de transportá-lo foi usando uma carreta estendida.

## Recepção
Érico Borgo, em sua crítica para o Omelete, escreveu: "[O filme] tem defeitos de monte (...) O resultado, ainda que deva encantar quem já conhece a obra original, é redundante e cansativo para quem se interessa por Nosso Lar apenas como cinema. (...) A solução só piora ainda mais quando personagens professorais (...) [que] explicam tudo, o tempo todo. A dramaticidade, portanto, é mero pano de fundo para um filme de reafirmação e disseminação da doutrina espírita. (...) O que fica difícil compreender é como um filme de uma doutrina tão positiva (...) atropele a fé alheia em nome do espetáculo (...) a chegada ao Nosso Lar das vítimas do Holocausto, [com] estrelas de Davi costuradas no peito e peiot no cabelo, é difícil de assistir. Ainda que tente ser respeitosa e solene, a sequência ignora diferenças fundamentais nos conceitos de vida eterna das duas religiões e me pareceu equivocada e invasiva. Não importa o quanto você tenha certeza de suas crenças - elas são suas e não do outro."